# Хови, Венла
Ве́нла Хо́ви (фин. Venla Hovi; род. 28 октября 1987, Тампере, Хяме), в девичестве Хе́йккиля (фин. Heikkilä) — финская хоккейная нападающая и тренер. В составе сборной Финляндии двукратный бронзовый призёр Олимпийских игр (2010, 2018).

## Биография

### Карьера игрока
В хоккей начала играть в 4 года по совету старшего брата. Выступала за команду «Ильвес» из Юлёярви в сезоне 2002/2003, позже стала игроком клуба «Ильвес» из Тампере и выступала за него до 2010 года. В сезоне 2007/2008 играла за команду Ниагарского университета. Выступала за ХПК из Хямеенлинны и «КаЛпа», в сезоне 2014/2015 сделала небольшую паузу на время обучения в Университете Вааса в сфере коммуникаций, но при этом продолжала играть в Европейском кубке чемпионов за «Сейбрз Вена». Венла выигрывала чемпионат Финляндии в сезонах 2005/2006, 2009/2010 и 2010/2011.
Хови является обладательницей бронзовых медалей чемпионатов мира 2008, 2009 и 2017 годов, а также бронзовых медалей Игр 2010 и 2018 годов. К концу сезона 2016/2017 сыграла 168 матчей, забросив 24 шайбы и отдав 38 голевых передач.

### Семья
Замужем с 2009 года. Окончила политехнический университет Пирканмаа. Изучает лингвистику в университете Манитобы.